# Hälsinglands runinskrifter 21
Runinskrift Hs 21 är en runsten som står utanför Jättendals kyrka i Jättendals socken och Nordanstigs kommun i Hälsingland. 

## Stenen
Stenen var på 1600-talet inmurad i kyrkans södra vägg helt nära marken. Kyrkan brann år 1800 och vid uppförandet av den nuvarande kyrkan, så fick stenen i stället bli en trappsten i västra ingången. Och där låg den fram till 1856 då den bröts loss ur tröskeln och restes ute på kyrkogården. Sin nuvarande plats fick stenen 1945.
Ristningen är numera svårt skadad, men tack vare äldre avbildningar är den känd i sin helhet. Runorna står i en enkel slinga som följer stenens yttre kanter och på dess inramade mittenyta har det funnits två kristna kors, som numera endast är delvis synliga.
Gunnborga den goda som signerat ristningen är en av de få kvinnliga runristare, som huggit runstenar och orten Vattrång, där stenen möjligen stått från början, ligger cirka åtta kilometer sydsydväst om Jättendals kyrka.
Den från runor översatta inskriften följer nedan. Texten som står inom [ ] är hämtat från äldre läsningar.

## Inskriften
Translitterering av runraden:
asmuntr · ok fa[r]þ[i]k[l] · þiʀ ritu stin · þina · aftiʀ þu[rkatil · faþur sin · a utrunkum · k]unburka faþ[i stin þina in kuþa]
Normalisering till runsvenska:
Asmundr ok Farþegn, þæiʀ rettu stæin þenna æftiʀ Þorkætil, faður sinn, a Vatrungum. Gunnborga faði stæin þenna, hin goða.
Översättning till nusvenska:
Åsmund och Fartägn de reste denna sten efter Torkel, sin fader, på Vattrång. Gunnborga den goda ristade denna sten.